# 中原乡 (镇原县)
中原乡，是中华人民共和国甘肃省庆阳市镇原县下辖的一个乡镇级行政单位。

## 行政区划
中原乡下辖以下地区：
田站村、上杜村、原峰村、殿王村、武亭村、中原村和高胜村。